# Yasuaki Tsukada
Pour les articles homonymes, voir Tsukada.
Yasuaki Tsukada est un joueur de shōgi professionnel japonais né le 16 novembre 1964 à Tokyo.
Yasuaki Tsukada a remporté la finale du Oza en 1987 et le Shinjin-Ō en 1986.

## Biographie et carrière
Yasuaki Tsukada est né en novembre 1964 à Tokyo.
Il est devenu professionnel en mars 1981 et a été classé 9e dan à partir de décembre 2000.
Il remporta deux fois (en 1983 et 1987) le tournoi de shogi rapide Hayazashi (le Hayazashi Shin-Reisen (ja)) dans la section réservée aux professionnels de moins de 30 ans.
En 1986, il remporta le tournoi du meilleur jeune professionnel (réservé aux moins de 26 ans), le Shinjin-Ō.
En 1991, il finit troisième du tournoi principal (le tournoi A) de sélection du challenger pour le titre de Meijin et disputa la finale de la Coupe NHK.